# Tractat de Brussel·les (1948)
El Tractat de Brussel·les és un tractat internacional signat el 17 de març de 1948 a la ciutat de Brussel·les per part de Bèlgica, França, Luxemburg, Països Baixos i el Regne Unit i que donà lloc a la Unió Europea Occidental (UEO).

## Context històric
L'Europea de la dècada del 1940 tenia molt recent els desastres causats per l'Alemanya nazi i temia el poder i influència de la Unió Soviètica. Diversos països, especialment els més afectats per la guerra, van tenir la necessitat d'establir una aliança que inclogués l'ajuda política i militar i el compromís de consulta sobre les mesures que s'haurien d'adoptar en cas d'un atac realitzat per Alemanya o qualsevol altre país que posés en perill la situació pacífica del continent.
El tractat, tot i néixer pel temor a un ataca alemany, en realitat naixia com a contraofensiva al poder i influència de la Unió Soviètica i per la divisió d'Europea en dos blocs després de la Segona Guerra Mundial: l'Europa de l'est i l'Europa occidental.

## Sumari
Amb la signatura d'aquest tractat, que ampliava el Tractat de Dunkerque signat l'any anterior pel Regne Unit i França, s'establí un programa únic de defensa, teòricament contra el possible rearmament alemany. El setembre de 1948 es va decidir crear l'organisme militar anomenat Organització de Defensa de la Unió Occidental, sent nomenat Bernard Law Montgomery President permanment de la Comandància Terrestre, Naval i Aèria amb seu a Fontainebleau (França). Així mateix foren nomenats Jean de Lattre de Tassigny Comandant en Cap de l'Exèrcit Terrestre; James Milne Robb Comandant en Cap de les Forces aèries; i Robert Jaujard Comandant en Cap de l'Armada.
El 30 d'agost de 1954 l'Assemblea Nacional francesa rebutjà el Tractat sobre la Comunitat Europea de Defensa que es va signar al maig de 1952 pels sis països membres de la Comunitat Europea del Carbó i de l'Acer (CECA). Per això, el projecte de la Comunitat Europea de Defensa (EDC) va ser finalment avortat. Immediatament els ministres de França, el Regne Unit i el Benelux van reconsiderar modificar el Tractat de Brussel·les donada la incorporació d'Itàlia i Alemanya a la CECA segons els Acords de París de 1951, donant lloc a l'actual organització d'assistència mútua contra qualsevol agressió (i evidentment obviant per complet el possible rearmament d'Alemanya, ara membre de l'organització).